# Championnat de Sierra Leone de football
Le championnat de Sierra Leone de football (Sierra Leone National Premier League) a été créé en 1967.

## Palmarès
| Année                                                                  | Champion                 |
| 1967                                                                   | Mighty Blackpool (1)     |
| Pas de championnat de 1968 à 1972                                      |                          |
| 1973                                                                   | Ports Authority FC (1)   |
| 1974                                                                   | Mighty Blackpool (2)     |
| Pas de championnat de 1975 à 1977                                      |                          |
| 1978                                                                   | Mighty Blackpool (3)     |
| 1979                                                                   | Mighty Blackpool (4)     |
| 1980                                                                   | East End Lions (1)       |
| 1981                                                                   | Real Republicans (1)     |
| 1982                                                                   | Kallon Football Club (1) |
| 1983                                                                   | Real Republicans (2)     |
| 1984                                                                   | Real Republicans (3)     |
| 1985                                                                   | East End Lions (2)       |
| 1986                                                                   | Kallon Football Club (2) |
| 1987                                                                   | Kallon Football Club (3) |
| 1988                                                                   | Mighty Blackpool (5)     |
| 1989                                                                   | Freetown City (1)        |
| 1990                                                                   | Old Edwardians (1)       |
| 1991                                                                   | Mighty Blackpool (6)     |
| 1992                                                                   | East End Lions (3)       |
| 1993                                                                   | East End Lions (4)       |
| 1994                                                                   | East End Lions (5)       |
| 1995                                                                   | Mighty Blackpool (7)     |
| 1996                                                                   | Mighty Blackpool (8)     |
| 1997                                                                   | East End Lions (6)       |
| 1998                                                                   | Mighty Blackpool (9)     |
| 1999                                                                   | East End Lions (7)       |
| 2000                                                                   | Mighty Blackpool (10)    |
| 2001                                                                   | Mighty Blackpool (11)    |
| Pas de championnat de 2002 à 2004                                      |                          |
| 2005                                                                   | East End Lions (8)       |
| 2006                                                                   | Kallon Football Club (4) |
| 2007                                                                   | Championnat non disputé  |
| 2008                                                                   | Ports Authority FC (2)   |
| 2009                                                                   | East End Lions (9)       |
| 2010                                                                   | East End Lions (10)      |
| 2011                                                                   | Ports Authority FC (3)   |
| 2011-2012                                                              | Diamond Stars FC (1)     |
| 2013                                                                   | Diamond Stars FC (2)     |
| 2014                                                                   | East End Lions (11)      |
| 2015                                                                   | Championnat non disputé  |
| 2016                                                                   | Championnat non terminé  |
| 2017                                                                   | Championnat non disputé  |
| 2018                                                                   | Championnat non disputé  |
| 2019                                                                   | East End Lions (12)      |
| 2019-2020 (Championnat abandonné en raison de la pandémie de Covid-19) |                          |
| 2021-2022                                                              | Bo Rangers (1)           |
| 2022-2023                                                              | Bo Rangers (2)           |
| 2023-2024                                                              | Bo Rangers (3)           |

## Bilan
| Club             | Titres |
| ---------------- | ------ |
| East End Lions   | 12     |
| Mighty Blackpool | 11     |
| Kallon           | 4      |
| Bo Rangers       | 3      |
| Real Republicans | 3      |
| Ports Authority  | 3      |
| Diamond Stars    | 2      |
| Freetown City    | 1      |
| Old Edwardians   | 1      |